# Susana Naspolini
Susana Dal Farra Naspolini Torres (Criciúma, 20 de dezembro de 1972 — São Paulo, 25 de outubro de 2022) foi uma jornalista, repórter, apresentadora de televisão e escritora brasileira. Passou pelo SBT e pela RBS e trabalhou por anos na TV Globo, sendo o seu maior destaque o quadro RJ Móvel do jornal local RJTV, cobrando das autoridades competentes soluções para problemas que afetam a população do Rio de Janeiro, de forma irreverente e carismática.

## Biografia
Susana Naspolini passou no vestibular, em 1990, para o curso de Comunicação Social na Universidade Federal de Santa Catarina (UFSC), mas, no ano seguinte, largou a faculdade para fazer curso de teatro no Tablado, no Rio de Janeiro. De volta a Florianópolis, em 1992, deu prosseguimento aos estudos em Jornalismo e iniciou a carreira como repórter na então TV O Estado, afiliada do SBT (hoje NDTV, retransmissora da Record). Em 1994, foi contratada pela RBS TV (atual NSC TV), onde apresentou o Bom Dia Santa Catarina. Três anos depois, foi editora-chefe e apresentadora do jornal local.
Em 2002, se casa com o narrador esportivo Maurício Torres e quatro anos mais tarde tem com ele uma filha, Julia Naspolini. Em 2014, se torna viúva após Maurício Torres ter falecido em decorrência de uma arritmia cardíaca.
Se torna repórter do jornal local RJTV, em 2004, e quatro anos mais tarde, passa a estar escalada no RJ Móvel, quadro de jornalismo comunitário onde, junto da população, cobrava das autoridades soluções de problemas nas cidades da Região Metropolitana do Rio de Janeiro de forma irreverente e aonde atuou por mais de dez anos, até sua morte. Não era a única repórter do quadro, mas sua participação era tão marcante que, após a sua morte, a emissora descontinuou o formato.
Em 2019, lança seu primeiro livro, Eu escolho ser feliz, uma autobiografia sobre a sua luta contra o câncer, pela Editora Agir. Em 2021, lança seu segundo e último livro, Terapia com Deus, pela Editora Petra.

## Saúde
Sempre batalhou contra o câncer, tendo enfrentado a doença cinco vezes em sua vida. Aos 18 anos, foi diagnosticada com um linfoma. Depois, em 2010, teve câncer de mama pela primeira vez e um tumor na tireoide. Em 2016, precisou se afastar do telejornal em licença médica para mais uma vez tratar de um câncer de mama. Finalmente, em 2020 é diagnosticada com um câncer na bacia, que ao longo de dois anos evolui para uma metástase nos ossos. Susana faleceu aos 49 anos em 25 de outubro de 2022 em São Paulo de complicações do câncer. 

## Homenagens
No final de 2022, a prefeitura de Duque de Caxias deu seu nome a uma creche e pré-escola.
Em 2023, a Prefeitura do Rio de Janeiro a homenageou dando seu nome a um centro médico na comunidade do Cantagalo-Pavão-Pavãozinho. Na mesma data e local, o Governo do Estado do Rio de Janeiro inaugurou o Ambulatório Médico Especializado Jornalista Susana Naspolini. A unidade conta com um grafite de Susana, e sua mãe e filha estavam presentes na cerimônia de inauguração.
No ano seguinte, a Prefeitura inaugura o Parque Realengo Susana Naspolini, no bairro de Realengo, na Zona Norte do Rio de Janeiro.